# Evrard Atcho
Evrard Atcho (nacido el 16 de enero de 1992 en Lausana) es un jugador de baloncesto suizo que actualmente pertenece a la plantilla del BC Boncourt Red Team de la LNA, la máxima división suiza. Con 2,08 metros de altura juega en la posición de Pívot. Es internacional absoluto con Suiza.

## Inicios
Dio sus primeros pasos en el BBC Echallens de la 1LN (3ª división suiza), donde jugó en la temporada 2007-2008.
Disputó 5 partidos con el conjunto de Echallens, promediando 4,4 puntos.
Jugó en la temporada 2008-2009 en el filial del BC Boncourt Red Team, el BC Boncourt CF, también de la 1LN.
Disputó 6 partidos de liga con el cuadro de Boncourt, promediando 2,5 puntos.
Fichó por el Benetton Fribourg Olympic para la temporada 2009-2010, con el que ganó la Copa de la Liga de Suiza.
Disputó 4 partidos de liga y 1 de play-offs con el primer equipo y 24 de liga y 4 en el NIJT con la Groupe E Académie Fribourg U23 de la LNB (2ª división suiza). Con el primer equipo en liga promedió 1 rebote en 3,3 min de media, mientras que en el partido de play-offs que jugó cogió 1 rebote en 1 min. Con la Groupe E Académie Fribourg U23 en la LNB promedió 5,5 puntos (50,4 % en tiros de 2), 7,3 rebotes, 1,2 robos y 1,5 tapones en 21,9 min de media, mientras que en el NIJT promedió 3,5 puntos (75 % en tiros libres), 6,3 rebotes y 1 tapón en 25,5 min de media.
Fue el 5º máximo taponador de la LNB.
Firmó para la temporada 2010-2011 por el Pully Basket de la LNB, pero abandonó el equipo en enero de 2011.
Disputó 16 partidos de liga con el conjunto de Pully, promediando 7,3 puntos, 6,9 rebotes, 1,6 robos y 1,9 tapones en 22 min de media.
En febrero de 2011, fichó por el Jump Union Neuchâtel, también de la LNB, hasta el final de la temporada 2010-2011, consiguiendo el ascenso a la LNA.
Disputó 14 partidos de liga con el cuadro de Neuchâtel, promediando 6,5 puntos (65,1 % en tiros de 2), 5,2 rebotes y 1,5 tapones en 15 min de media. 
Fue el máximo taponador de la LNB.

## Universidad
En el verano de 2011, se fue al Kansas City Kansas Community College, situado en Kansas City, Kansas, perteneciente a la División II de la NJCAA y donde estuvo tres años (2011-2014).
En la temporada 2012-2013 jugó 22 partidos (13 como titular) con los Blue Devils con un promedio de 6,5 puntos (58,8 % en tiros de 2), 6,3 rebotes y 2,7 tapones (10º máximo taponador de la División II de la NJCAA) en 12,2 min de media.

## Trayectoria profesional

### SAM Basket Massagno
Tras su periplo en el  Kansas City Kansas Community College, fichó por el SAM Basket Massagno para la temporada 2014-2015.
Disputó 17 partidos de liga con el primer equipo y 1 partido con su filial de la 1LN (16 puntos). Con el primer equipo promedió 3,9 puntos (68,8 % en tiros libres) y 3,5 rebotes en 14,5 min de media.

### BC Boncourt Red Team
Firmó para la temporada 2015-2016 por el BC Boncourt Red Team.
Jugó 22 partidos de liga y 3 de play-offs, promediando en liga 1,4 puntos y 1,9 rebotes en 8,7 min, mientras que en play-offs promedió 1,3 puntos y 1 rebote en 7 min.

## Selección Suiza

### Categorías inferiores
Internacional con las categorías inferiores de la selección de baloncesto de Suiza, disputó el Europeo Sub-18 División B de 2010, celebrado entre Ramat Gan y Tel-Aviv, Israel, en el que la selección suiza quedó en 11.ª posición, y el Europeo Sub-20 División B de 2012, celebrado en Sofía, Bulgaria, en el que la selección suiza quedó en 15.ª posición.
En el Europeo Sub-18 División B de 2010 jugó 3 partidos con un promedio de 3 puntos (50 % en tiros de 2 y 75 % en tiros libres), 3 rebotes y 1 tapón en 8 min de media.
En el Europeo Sub-20 División B de 2012 jugó 7 partidos con un promedio de 11,7 puntos (63,3 % en tiros de 2 y 71,4 % en tiros libres), 8 rebotes y 2,1 tapones en 24 min de media. Fue el máximo reboteador y taponador de su selección.
Finalizó el Europeo Sub-20 División B de 2012 con el 5º mejor % de tiros de 2 y el 14º mejor % de tiros libres y fue el 4º máximo taponador, el 12º máximo reboteador, el 3º en rebotes ofensivos (3,7 por partido), el 10º en dobles-dobles (2), el 13º en tiros de 2 anotados (4,4 por partido) y el 16º en tiros libres anotados (2,9 por partido).

### Absoluta
Debutó con la absoluta de Suiza en la Clasificación para el EuroBasket 2015, celebrado entre Alemania, Croacia, Francia y Letonia, no logrando Suiza clasificarse.
Jugó 3 partidos de 1ª fase y 2 de la 2ª fase, promediando en la 1ª fase 1 punto (75 % en tiros libres) y 1,3 rebotes en 4,7 min de media, mientras que en la 2ª fase promedió 6 puntos y 2,5 rebotes en 9,5 min de media.